# Jardín de Plantas Medicinales y Museo Naito de la Industria y de las Ciencias Farmacéuticas
El Jardín de Plantas Medicinales y Museo Naito de la Industria y de las Ciencias Farmacéuticas (内藤記念くすり博物館のご案内 Naitō kinenkusurihakubutsukan no go an'nai?) es un jardín botánico de 7000 m² de extensión, y el museo Naito sobre las industrias y ciencias farmacéuticas, que se encuentra en Kakamigahara, prefectura de Gifu (Japón). Fue fundado en 1971.

## Localización
Se encuentra ubicado en Naitō kinenkusurihakubutsukan no go an'nai Kawashima Takehayamachi 1, Kakamigahara-shi, prefectura de Gifu, 501-6195, Japón. 
- Altitud: 15 m s. n. m.
- Temperatura media anual: 15,5 °C
- Precipitaciones medias anuales: 1 915 mm

## Colecciones
Se cultivan alrededor de unas 600 especies de plantas medicinales.
Posee un  gran invernadero que alberga las plantas medicinales tropicales.

## Actividades

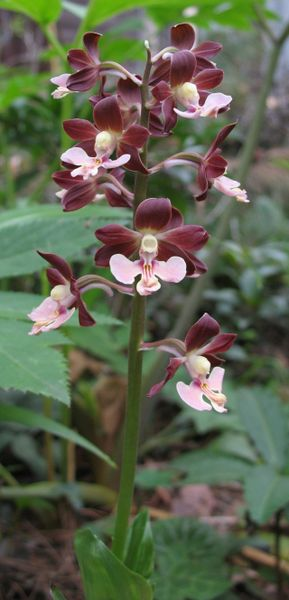
Calanthe discolor, una de las especies cultivadas en el jardín botánico, y de la que se lleva un seguimiento en su estado natural.

- Curso de observación de las plantas medicinales el segundo domingo del mes, de enero a noviembre a las 10:00 a. m.
- Actividades de censo y de preservación de la flora local : protección de Calanthe discolor Lindl. (海老根 ebine)
- Festival de las plantas medicinales en el mes de mayo, con talleres de animación de tinte vegetal, degustación de té, venta de plantas, etc
- Curso sobre el cultivo y el uso de las plantas medicinales: programa de un año, a razón de una sesión al mes. (50 personas como máximo)
- Curso de pintura naturalista
- Organización de seminarios de investigación sobre un tema libre, durante los dos meses de verano, para los padres.
- El museo propone una exposición temática diferente cada año.

En el museo, hay salas de exposiciones, una biblioteca y varios espacios de información sobre los medicamentos fabricados a partir de las plantas, así como una sala de proyección (películas sobre la fabricación de los medicamentos…). 
El museo organiza también la visita en autocar de la fábrica de medicamentos EISAI.